# 부울경테마관광열차
부울경테마관광열차(釜蔚慶-觀光列車)는 부울경 관광을 위해 코레일에서 운행했던 관광열차다. 현재는 운행이 종료됐다. 2013년 4~12월 부산·울산·경남 방문의 해를 맞아 계획됐다.

## 차량
2003년 도입분 무궁화호 객차 3량, 디자인리미트사의 침대차 4량을 개조했다.